# Kornelia Kornprobst
Kornelia Kornprobst (geboren 1965) ist eine deutsche Juristin. Seit 2009 ist sie Richterin am Oberlandesgericht München. 2017 wurde sie zur Richterin des Bayerischen Verfassungsgerichtshofs gewählt. 2021 wurde sie zu dessen hauptamtlicher Generalsekretärin berufen.

## Leben
Richterin am Oberlandesgericht München
Kornelia Kornprobst wurde 2009 zur Richterin am Oberlandesgericht München berufen, wo sie bis 2020 als Vorsitzende Richterin tätig war.
Mitglied am Bayerischen Verfassungsgerichtshof
Am 14. Februar 2017 wurde Kornprobst vom Bayerischen Landtag für acht Jahre zum berufsrichterlichen Mitglied des Bayerischen Verfassungsgerichtshofs gewählt.
Im März 2021 wurde sie zur Generalsekretärin des Bayerischen Verfassungsgerichtshofs ernannt. Sie löste in diesem Amt Dagmar Ruderisch ab, die in den Ruhestand verabschiedet wurde. Damit ist Kornelia Kornprobst seitdem als einziges hauptamtliches Mitglied für den Bayerischen Verfassungsgerichtshof tätig.
Engagement
Kornelia Kornprobst ist eine von 12.574 Unterzeichnern der Thüringer Erklärung „Historische Verantwortung wahren – Demokratie und Menschenrechte verteidigen“ vom 11. April 2020. Dabei wird dem 75. Jahrestag der Befreiung der Konzentrationslager Buchenwald und Mittelbau-Dora gedacht unter Bezugnahme auf Artikel 1 der Allgemeinen Erklärung der Menschenrechte von 1948: „Alle Menschen sind frei und gleich an Würde und Rechten geboren“.